# Fikret Amirov
Fikrət Məşədi Cəmil oğlu Əmirov (Gandzja, later ook Kirovabad, 22 november 1922 - Bakoe, 20 februari 1984) was een prominent Azerbeidzjaans componist.

## Levensloop
Fikrət Əmirov groeide op onder in een sfeer van volksmuziek. Fikrets vader, Meshedi Jamil Əmirov, was een beroemde "khanande" (mugam zanger) uit Sjoesja, die ook componeerde en de tar bespeelde.
In zijn kindertijd begon Fikret met het componeren van stukjes voor de piano. Na te zijn afgestudeerd aan de Gandzja Muziekschool, begon Fikret met studeren aan het Staatsconservatorium van Bakoe waar hij onderricht werd door Boris Zeidman en Əsərləri Hacibəyov.
Toen de Tweede Wereldoorlog uitbrak, en Rusland in 1941 betrokken raakte, werd Əmirov, die toen nog maar 19 jaar oud was, opgeroepen voor de militaire dienst. Zijn studie aan het conservatorium moest hij onderbreken. Əmirov raakte gewond nabij Voronezj en kwam in het ziekenhuis terecht. Hij werd gedemobiliseerd en keerde terug naar Bakoe om zijn studie voort te zetten.
Əmirovs muziek werd sterk beïnvloed door Azerbeidzjaanse folk melodieën. Hij creëerde een nieuw genre genaamd de symfonische mugam. Əmirovs symfonische mugams waren gebaseerd op klassieke folk stukken en zijn wereldwijd uitgevoerd door bekende symfonieorkesten, zoals door het Houston Symphony Orchestra gedirigeerd door Leopold Stokowski.
Əmirov was een zeer productieve componist. Hij schreef ook een aantal pianostukken. Əmirov heeft ook talloze werken voor film geschreven.
Michelle Kwan, Amerikaans wereldkampioene kunstrijden op de schaats koos Fikret Əmirovs stuk "Taj Mahal" from "Gulustan Bayati-Shiraz" als muziek voor haar kür in 1997.
Əmirov werd geëerd als Volksartiest van de USSR in 1965 en ontving de Stalinprijs in 1949 en de Staatsprijs van de Sovjet-Unie in 1980.

## Composities

### Werken voor orkest
- 1944 Ter Herinnering aan de Helden van de Grote Pattriottistische Oorlog
- 1946 Şur, symfonisch mugam (=speciale Azerbeidzjaanse improvisatiemuziek) Nr. 1
- 1947 rev.1964 Ter herdenking aan de dichter Nizami, symfonie voor strijkorkest
  1. Andante Maestoso
  2. Allegretto Giocoso
  3. Andante Molto Sostenuto
  4. Allegro con Brio
- 1947 Concerto, voor piano en volksinstrumenten
- 1948 Dubbelconcert, voor viool, piano en orkest
- 1948 Kürd ovşarı, symfonisch mugam Nr.2
- 1949 Ter herdenking aan Ghadsibekov, symfonisch gedicht voor viool, cello, piano en orkest
- 1957 Concerto over Arabische thema's, voor piano en orkest
- 1961 Azerbeidzjaans Capriccio
- 1964 Symfonische dansen
- 1970 Symfonische portretten, voor vier solisten, spreker en orkest
- 1977 De Legende van Nasimi

### Werken voor harmonieorkest
- Symfonische dansen, voor harmonieorkest

### Toneelwerken

#### Opera's
| Voltooid in | titel       | aktes   | première                | libretto                                  |
| ----------- | ----------- | ------- | ----------------------- | ----------------------------------------- |
| 1948        | The Seagull |         |                         |                                           |
| 1948        | Ulduz       |         |                         | I. Idajat-sade                            |
| 1953        | Sevil       | 4 aktes | 25 december 1953, Bakoe | T. Ejubov, naar een drama van D. Dzabarla |

#### Muzikale komedies
| Voltooid in | titel                                 | aktes | première | libretto    |
| ----------- | ------------------------------------- | ----- | -------- | ----------- |
| 1944        | Urek tschalanlar                      |       | 1944     | M. Ordubada |
| 1946        | Gesjun aidyn (Een vreugdevol tijding) |       | 1946     | M. Ali-sade |

#### Balletten
- 1947 Nizami, 4 aktes
- 1969 Nasimi dastani (Een sprookje voor Nasimi)
- 1979 1001 Nachten (ook bekend als De Arabische Nachten), 2 aktes

### Werken voor koor
- 1970 Georgië. Shota Rustaveli, symfonisch gedicht voor gemengd koor en orkest
- 1972 Legendes aan Nasimi, symfonisch gedicht voor gemengd koor, orkest en traditionele instrumenten

### Vocale muziek
- 1968 Gülüstan-Bayatı-Şiraz, symfonisch mugam Nr. 3, voor mezzosopraan (of altsaxofoon) en groot orkest

### Kamermuziek
- 1948 Elegy, voor cello (of altviool) en piano
- 1953 Vijf stukken, voor blazerkwintet
- Zes stukken, voor dwarsfluit en piano
  1. Song of the Ashug
  2. Lullaby
  3. Dance
  4. In the Azerbaijan Mountains
  5. At the Spring
  6. Nocturne

### Werken voor piano
- 1942 Variaties
- 1946 Romantische serenade
- 1948 Twee preludes
- Ballade
- Lied van Ashug
- Nocturne
- Humoreske
- Lyrische Dans
- Walts
- Lullaby
- Toccata